# Jean-Baptiste Muard
Jean-Baptiste Muard, né le 15 avril 1809 à Vireaux (Yonne) et mort le 19 juin 1854 à Saint-Léger-Vauban (Yonne), est un ecclésiastique bénédictin français, fondateur de la congrégation de Saint Edme et de l'abbaye Sainte-Marie de la Pierre-qui-Vire.

## Biographie

### La vocation
Marie-Jean-Baptiste Muard nait le 15 avril 1809 à Vireaux. Il est le fils d'un scieur de long Claude Muard et de Catherine Paillot ; il a deux frères. Dès son plus jeune âge, il surprend son entourage par sa grande piété mais ses parents tentent de freiner son ardeur religieuse. Néanmoins il entre au petit séminaire d’Auxerre en septembre 1823, puis au grand séminaire de Sens en octobre 1830. Ordonné prêtre le 24 juin 1834, il est nommé à Joux-la-Ville dont il est le curé pendant cinq ans mais il est insatisfait de la vie paroissiale, lui qui rêve d'être missionnaire en Chine.
À Paris, il rencontre le supérieur des Missions étrangères qui ne donne pas suite à sa demande. Contre son gré, il est nommé curé de la paroisse Saint-Martin à Avallon. On y accourt pour entendre ses sermons. Le vendredi 13 décembre 1839, il vit une expérience mystique extraordinaire qui confirme sa vocation. Dès 1840, il commence ses recherches en vue d’organiser un groupe de prêtres consacrés aux missions dans le diocèse de Sens.

### Les missions diocésaines
En 1841, c'est le début des missions diocésaines, avec l'achat de ce qui subsiste de l'ancienne abbaye de Pontigny où s’installent en juillet 1843 les quatre premiers missionnaires diocésains, dès lors appelés « prêtres auxiliaires », d’où sortira la congrégation de Saint Edme.
Libéré de sa charge de curé de Saint Martin, il s'applique à surmonter les difficultés et vaincre les réticences. En 1844, il demande que les prêtres auxiliaires soient déchargés de leurs paroisses, afin qu’ils soient totalement disponibles pour les missions et pour vivre en véritables religieux.
Cependant le père Muard sent bien que sa vraie vocation est ailleurs et sa quête spirituelle se poursuit : il fréquente les jésuites ainsi que les trappistes de Sept-Fons dans l'Allier. 
En 1847, en pleine révolution, il se rend à Rome et rencontre le pape Grégoire XVI, puis séjourne 4 mois à l'abbaye de Subiaco, le monastère fondé par saint Benoît. Il fait alors la connaissance du monde bénédictin. Il regagne la France sans argent, fatigué et malade.
En mars 1849, après un passage à l'abbaye d'Aiguebelle, près de Montélimar, puis une rencontre avec le père Jean-Marie Vianney, curé d'Ars, il revient à Pontigny pour en finir avec sa situation intenable de supérieur des prêtres auxiliaires.

### La Pierre-qui-Vire
Il fait un noviciat à Aiguebelle avec ses trois premiers compagnons.
Ayant trouvé sa voie, il se plie « avec joie » à la règle, qui est la réforme la plus sévère de la règle de saint Benoît. C'est là qu'il compose et remanie maintes fois les Constitutions de sa future fondation, qu’il modifie sans cesse jusqu’à sa mort.
Le curé de Saint-Germain-des-Champs l'accueille chez lui et l’accompagne dans la recherche de son « désert » : un lieu éloigné de toute habitation où il veut installer le monastère dont il rêve.
Il le trouve dans le Morvan, sur un plateau dominant le Trinquelin, affluent de la Cure, un terrain de 6 ha que les Chastellux lui abandonnent volontiers : la Pierre-qui-Vire.
Ayant obtenu la permission de l'archevêque, il s'installe à Saint-Léger-Vauban, bientôt rejoint par ses deux premières recrues et fait ainsi chaque jour 4 km pour rejoindre la Pierre-qui-Vire et entame la construction d'une cabane et d'un petit bâtiment en dur. Il fonde en 1850 le monastère de Sainte-Marie de la Pierre-qui-Vire.
Le père Muard célèbre une première messe dans une chapelle provisoire, accompagné des curés de Saint-Léger-Vauban et de Saint-Agnan le 2 juillet et, le 3 octobre, la petite communauté s’engage par des vœux.
Lorsque l’épidémie de choléra s'abat sur la région, il donne aussitôt l’argent reçu pour sa fondation et rejoint les villages les plus menacés. À son retour, il apprend qu’il est atteint par la maladie et condamné. Il met ses affaires en ordre mais — contre toute attente — guérit.
Il revient dans l’Yonne en avril 1850. 
Le premier bâtiment s’achève et les moines s’y installent. Au début ils ne sont que cinq mais déjà leur renommée s’étend. En 1852, Muard organise une mission où viennent près de 300 habitants des hameaux voisins. En 1853 apparaissent les premiers novices. On le sollicite de tous les côtés : à Pontigny, Avallon, Sens, Auxerre. Il est épuisé, mais il fait des visites et des conférences, célèbre des messes malgré la fatigue et la maladie.

### Les derniers jours

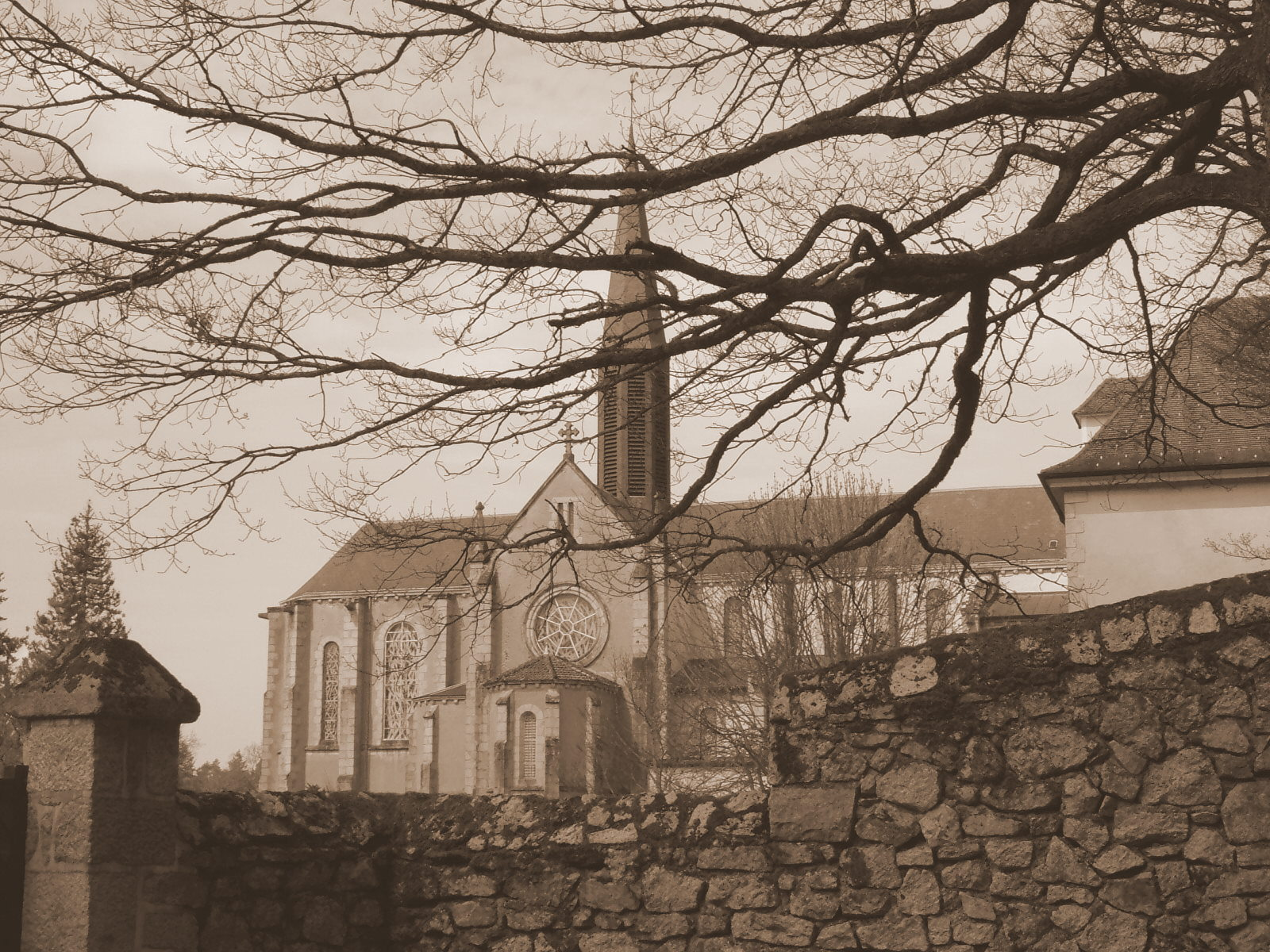
L'église de l'abbaye de La Pierre-qui-Vire, édifiée en 1871.

Le 14 juin 1854, il a un violent accès de fièvre et rentre à la Pierre-qui-Vire. Il visite le chantier, distribue le travail, parle avec les Frères malgré la fatigue. Cette fois, il est gravement malade, probablement d’une fièvre typhoïde.
Il meurt le 19 juin 1854. Les condoléances affluent de toute la France. Une messe, célébrée à Pontigny pour lui, attire 130 prêtres et une foule considérable.
L'enthousiasme communiqué à ses compagnons ne s'éteint pas. La jeune communauté connaît une expansion rapide, et donne à naissance à de nombreux monastères tant en France qu'à l'étranger (États-Unis, Angleterre, Viêt Nam, Madagascar, Congo).
Le père Muard repose dans une crypte située sous l'église de la Pierre-qui-Vire.